# Saint-Pierre-la-Roche
 Saint-Pierre-la-Roche  là một xã ở tỉnh Ardèche, vùng Rhône-Alpes ở đông nam nước Pháp.